# Fritz Marx (Politiker)

Fritz Marx

Fritz Marx (* 27. April 1900 in Zobten am Berge; † 1. Oktober 1985 in Raffelsbrand, Gemeinde Hürtgenwald, Kreis Düren) war ein deutscher Landwirt und Politiker (NSDAP).

## Leben und Tätigkeit
Nach dem Besuch des Gymnasiums, das er mit der Primareife verließ, studierte Marx zwei Semester an einer Landwirtschaftlichen Hochschule in München.
Ab 1918 arbeitete er in Hennersdorf im Kreis Reichenbach als praktischer Landwirt. 
Marx betätigte sich auf kommunaler Ebene politisch als Mitglied des Vorstands des Kreislandbundes.
Zum 1. Oktober 1929 trat Marx in die NSDAP ein (Mitgliedsnummer 162.026), in der er Funktionärsaufgaben als landwirtschaftlicher Abschnittsfachberater übernahm. Ab 1929 gehörte er für seine Partei dem Kreistag von Reichenbach an. Zudem war er Mitglied des Kreisausschusses von Reichenbach.
Er war Landwirtschaftlicher Abschnittsfachberater der NSDAP und war Kreisdeputierter des Kreises Reichenbach. 
Im Jahr 1933 wurde Marx Abgeordneter für die NSDAP im Preußischen Landtag. Nach der Auflösung dieser Körperschaft im Herbst 1933 wurde er bei der Reichstagswahl vom November 1933 in den Reichstag gewählt, in dem er den Wahlkreis 7 (Breslau) vertrat. Er gehörte dem Reichstag anschließend elfeinhalb Jahre, bis zum Ende der NS-Herrschaft im Frühjahr 1945, an. Sein Mandat wurde dabei bei den Wahlen in den Jahren 1936 und 1938 bestätigt.